# AC Propulsion

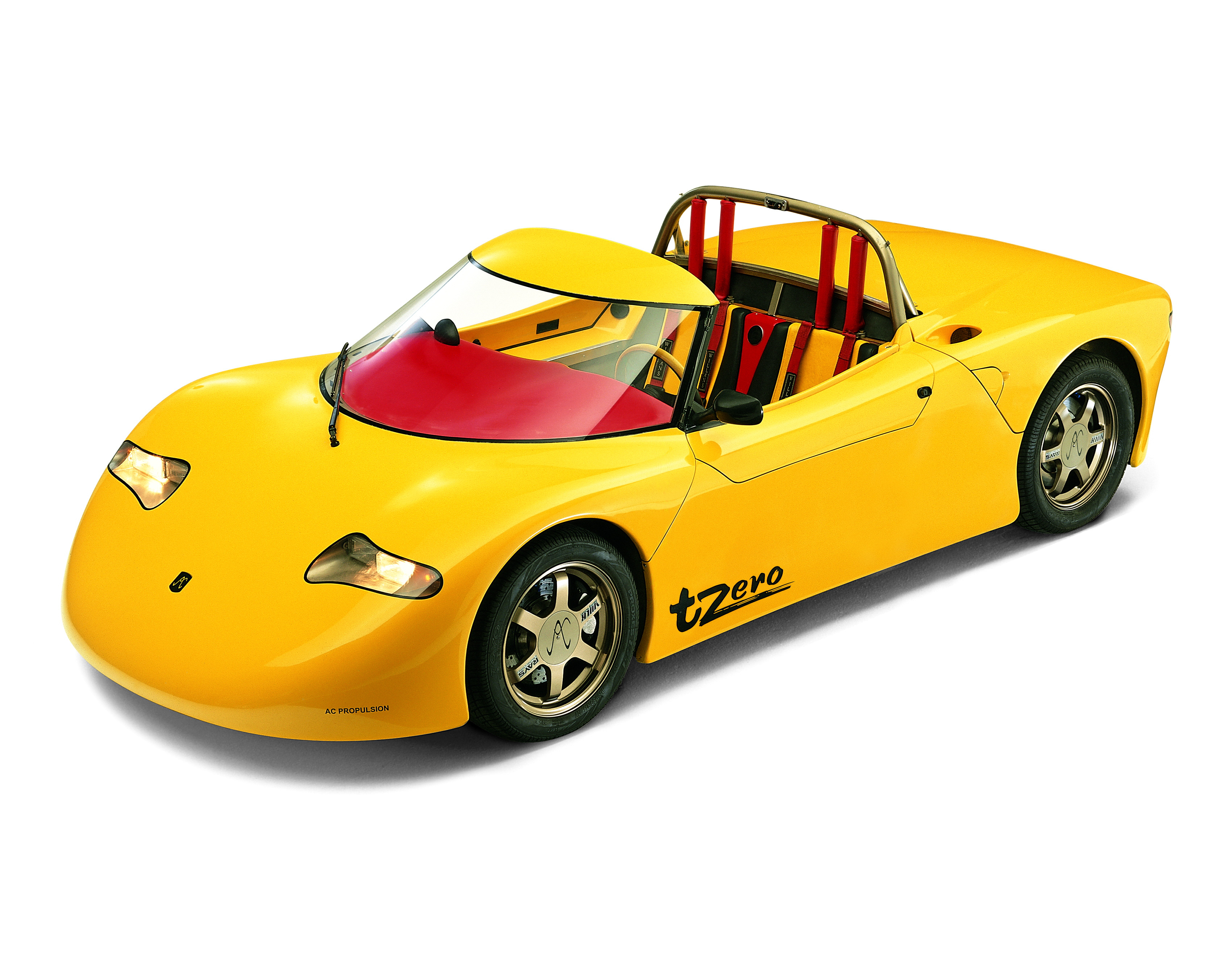
AC-Propulsion tzero

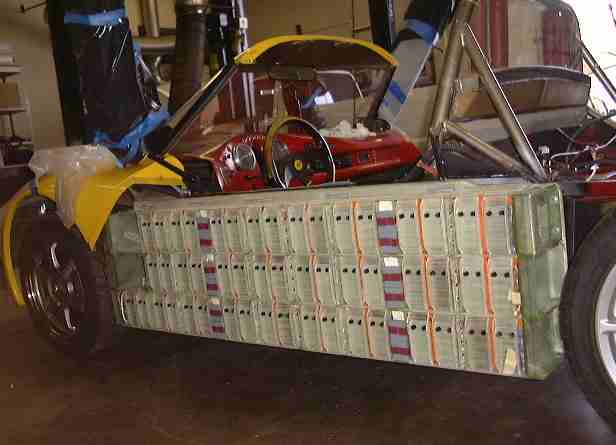
Batteriepack des AC-Propulsion tzero, Lithium-Ionen-Akkumulatoren

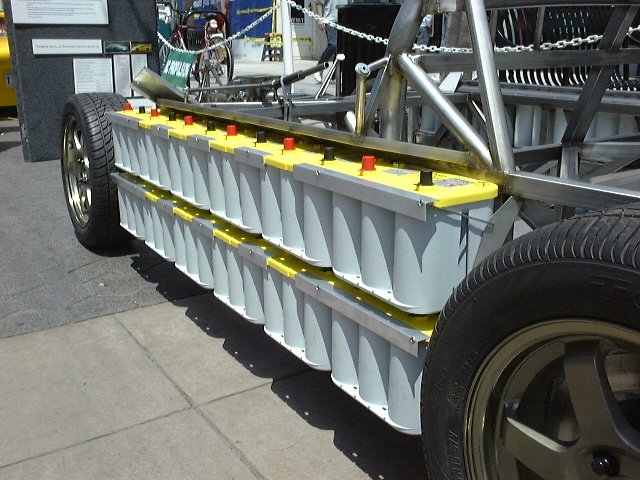
Akkupack des AC-Propulsion tzero, Blei-Gel-Batterie

AC Propulsion, Inc. (engl. alternating current propulsion „Wechselstromantrieb“) ist ein Unternehmen in San Dimas, Kalifornien, USA, das vor allem elektrische Antriebe für Fahrzeuge entwickelt und herstellt. Die Firma wurde am 27. März 1992 von Alan Cocconi gegründet. Alan Cocconi entwickelte und baute früher den Antrieb und das Solarsystem für den GM SunRaycer, der 1987 die World Solar Challenge für Solarfahrzeuge in Australien gewann, später die Steueranlage für das Elektroauto GM Impact, der später zum GM EV1 weiterentwickelt wurde.

## Beschreibung
Bekannt wurde der als Sportwagen gebaute Prototyp, Versuchswagen und Technikdemonstrator AC Propulsion tzero. Einzelne Pkw wurden ab 1997 oder 1999 bis 2003 als AC Propulsion vermarktet.
Das wichtigste Produkt ist der 1994 vorgestellte AC-150, ein Antriebsstrang mit einem 150-kW-Elektromotor (ca. 200 PS).
Außerdem bietet die Firma einen Toyota Scion xB-Elektroautoumbau an, den AC Propulsion eBox und hilft anderen Automobilherstellern beim Entwickeln und Testen von Elektro- und Hybridantrieben. So lieferte AC Propulsion die nötige Technik für die von BMW entwickelte Version des Mini mit Elektroantrieb, die ab 2008 getestet wurde.

## Anwendung

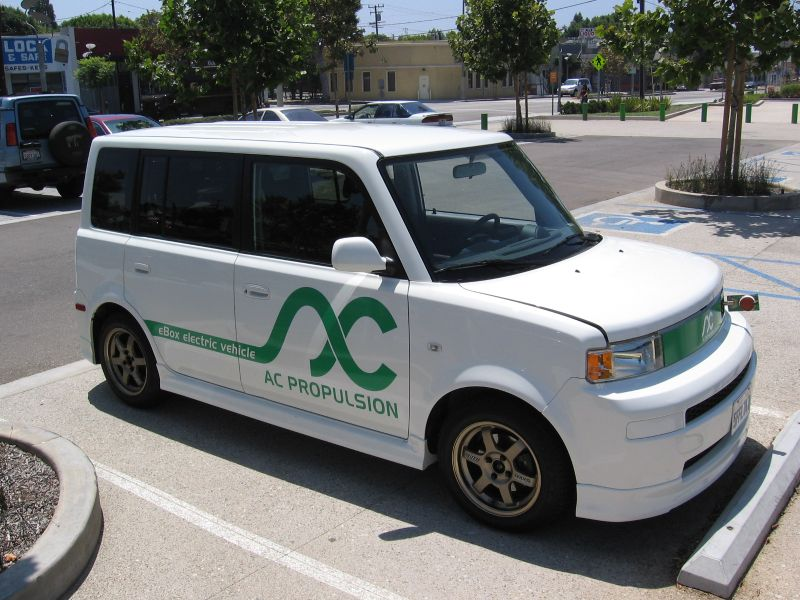
Toyota-Scion-Umbau AC Propulsion eBox

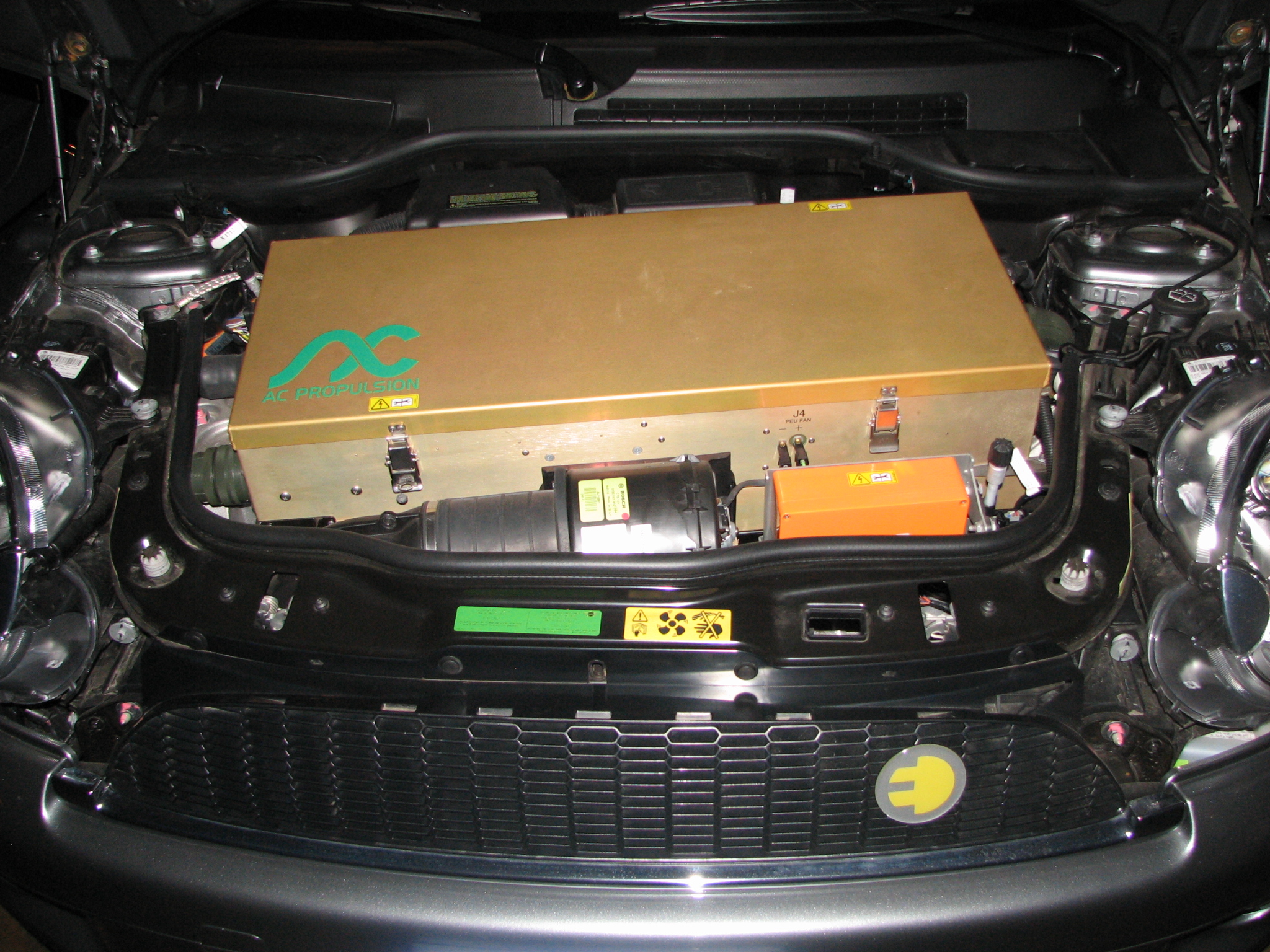
BMW Mini-E als AC Propulsion-Umbau

Fahrzeuge die mit Technik oder lizenzierter Technik von AC Propulsion angetrieben werden bzw. wurden:
- AC Propulsion tzero
- AC Propulsion eBox
- Peraves Monotracer MT-E 150 (Ecomobile)[7]
- Volvo 3CC
- Venturi Fétish
- Courreges EXE
- Courreges ZOOOP (mit Lithium-Polymer-Akkumulator)
- Wrightspeed X1 (basierend auf dem Ariel Atom)
- Tesla Roadster (Tesla hatte Lizenzen auf Technologie von AC Propulsion erworben)
- Mini E
- GAC Trumpchi GS 5 BEV

## Vehicle-to-grid-Strategie
Um Elektrofahrzeuge für die sogenannte Vehicle-to-Grid-Strategie auszurüsten, wird für die zweite Generation des AC-150 eine Zweirichtungsverbindung zum Stromnetz angeboten (bidirectional grid power connection). Grundidee ist, dass Akkumulatoren von Elektroautos viel mehr elektrische Energie speichern, als sie für ihren Alltagsbetrieb brauchen. Da Autos durchschnittlich unter zwei Stunden am Tag bewegt werden, können Autoakkus Stromüberschuss z. B. nachts von Windkraftanlagen speichern und tagsüber, während sie parken, wieder ans Netz abgeben.

## Reichweitenverlängerung mit Generatorenanhänger

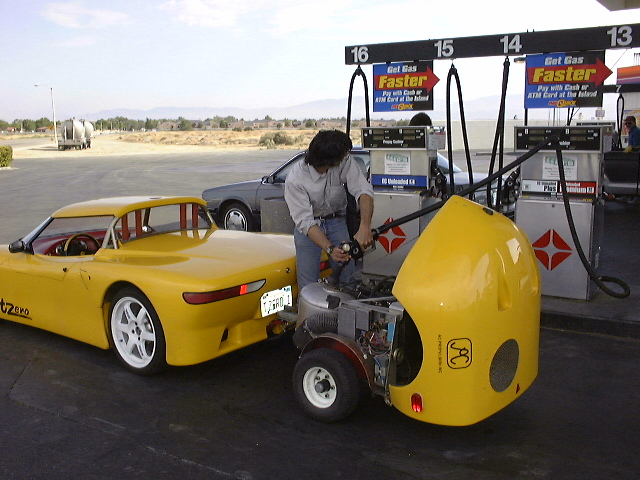
ACP Backtracking Genset trailer

Neben reinen Elektroautos baut AC Propulsion als Prototypen Anhänger, in denen ein Motorradmotor und ein Generator Strom erzeugen, mit dem Ziel für Langstreckenfahrten, die über die Akkureichweite eines Elektroautos hinausgehen, den nötigen Strom zu liefern. Solche Generatoranhänger werden im Englischen als Genset trailer bezeichnet. Die gleichmäßige Betriebsweise dieser Motoren, die möglich ist, weil sie den Akkumulator nachladen und nicht unmittelbar den wechselnden Ansprüchen des Fahrbetriebs folgen müssen, soll geringen Verbrauch sowie günstige Abgaswerte erreichen.

## Konkurrierende Konzepte
- Ein anderes Konzept, den Verbrennungsmotor zur Reichweitenverlängerung nicht immer mitführen zu müssen, verfolgte die Mindset AG, die den Verbrennungsmotor leicht ausbaubar machen wollte. Die Entwicklung wurde jedoch 2009 weitgehend eingestellt.[9][10][11]
- Beim Opel Twin ließ sich das ganze Elektroantriebsmodul gegen ein herkömmliches Antriebsmodul mit Verbrennungsmotor austauschen.
- Die Firma Better Place strebte den Ausbau einer Austauschinfrastruktur für Akkumulatoren an.
- Ein vergleichbarer Hersteller von Antriebssträngen für E-Autos, der auch Karosserien von Serienfahrzeuge mittels der eigenen Technik zu Elektroautos umrüstet, ist die deutsche Firma e-Wolf.